# アグニ・パルセネ
アグニ・パルセネ（ギリシア語: Αγνή Παρθένε）は、エギナの聖ネクタリオスによって19世紀に作られた、奉神礼の祈祷文に拠らない聖歌。歌詞はギリシャ語。ネクタリオスがアテネ・リザリオス教会学校で校長を務めていた時期（1894年 - 1908年）に作られた。聖ネクタリオスは、生神女への私祈祷と、生神女との関係を深めるために、生神女への崇敬を込めた聖歌を作曲するのを好んでいた。エギナ島にある聖ネクタリオスがいた修道院の伝承によれば、生神女マリヤがネクタリオスに現れ、天使の詠隊がこれから歌う歌を紙に記すように頼んだと伝えられている。この聖歌が『アグニ・パルセネ』である。オリジナルの楽譜は今でも、修道院にあるネクタリオスの寝室の祈祷台に置かれているのを見ることが出来る。
この聖歌の元の旋律は、ネクタリオスと同じく生神女マリヤが作曲前に現れるという光景を見たと言われるアトス山の聖歌作家によって作曲されている。シモノペトラ修道院（アトス山の修道院）の修道士達による録音は、この聖歌の普及に大きく寄与した。
その人気の高さから、『アグニ・パルセネ』は多くの言語に翻訳されてきているほか、オリジナルの旋律が教会での歌唱に向いたスタイルに適応させられてもいる。そうしたバリエーションの一つに、ロシア語に訳されたヴァラーム修道院版の編曲がある。
『アグニ・パルセネ』は、聖ネクタリオスによって書かれた生神女マリヤへの聖歌集『A Small Theotokarion (Athens, 1905) 』の一部である。
この聖歌は、聖体礼儀の領聖中に歌われるほか、時には晩課の始まりにも歌われる。